# Конструктор (объектно-ориентированное программирование)
В объектно-ориентированном программировании конструктор класса (от англ. constructor) — специальный блок инструкций, вызываемый при создании объекта.

## Назначение конструктора
Одна из ключевых особенностей ООП — инкапсуляция: внутренние поля класса напрямую недоступны, и пользователь может работать с объектом только как с единым целым, через открытые (public) методы. Каждый метод, в идеале, должен быть устроен так, чтобы объект, находящийся в «допустимом» состоянии (то есть когда выполняется инвариант класса), после вызова метода также оказался в допустимом состоянии. И первая задача конструктора — перевести поля объекта в такое состояние.
Вторая задача — упростить пользование объектом. Объект — не «вещь в себе», ему часто приходится требовать какую-то информацию от других объектов: например, объект File, создаваясь, должен получить имя файла. Это можно сделать и через метод:
```
  
File
 
file
;

  
file
.
open
(
"in.txt"
,
 
File
::
omRead
);

```

Но удобнее открытие файла сделать в конструкторе:
```
  
File
 
file
(
"in.txt"
,
 
File
::
omRead
);

```

## Виды конструкторов
Разнообразные языки программирования представляют несколько разновидностей конструкторов:
- конструктор с параметрами;
- конструктор по умолчанию, не принимающий аргументов;
- именованный конструктор — функция, предполагающая явный вызов по имени, работающая как конструктор
- конструктор копирования — конструктор, принимающий в качестве аргумента объект того же класса (или ссылку из него);
- конструктор преобразования — конструктор, принимающий один аргумент (эти конструкторы могут вызываться автоматически для преобразования значений других типов в объекты данного класса).
- конструктор перемещения (специфично для C++11)

```
class
 
Complex

{

 
public
:

  
// Конструктор по умолчанию 

  
// (в данном случае является также и конструктором преобразования)

  
Complex
(
double
 
i_re
 
=
 
0
,
 
double
 
i_im
 
=
 
0
)

      
:
 
re
(
i_re
),
 
im
(
i_im
)

  
{}

  
// Конструктор копирования

  
Complex
(
const
 
Complex
 
&
obj
)

  
{

   
re
 
=
 
obj
.
re
;

   
im
 
=
 
obj
.
im
;

  
}

  
private
:

    
double
 
re
,
 
im
;

};

```

### Конструктор с параметрами
Конструкторы, принимающие один или более аргументов, называются параметризованными. Например:
```
class
 
Example

{

     
int
 
x
,
 
y
;

   
public
:

     
Example
();

     
Example
(
int
 
a
,
 
int
 
b
);
 
// параметризованный конструктор 

};

Example
 
::
 
Example
()

{

}

Example
 
::
 
Example
(
int
 
a
,
 
int
 
b
)

{

     
x
 
=
 
a
;

     
y
 
=
 
b
;

}

```

Параметризованный конструктор может быть вызван явно или неявно, например:
```
    
Example
 
e
 
=
 
Example
(
0
,
 
50
);
 
// явный вызов

    
Example
 
e
(
0
,
 
50
);
           
// неявный вызов

```

### Конструктор по умолчанию
Конструктор, не имеющий обязательных аргументов. Используется при создании массивов объектов, вызываясь для создания каждого экземпляра. В отсутствие явно заданного конструктора по умолчанию его код генерируется компилятором (что на исходном тексте, естественно, не отражается).

### Конструктор копирования
Конструктор, аргументом которого является ссылка на объект того же класса. Применяется в C++ для передачи объектов в функции по значению.
Конструктор копирования в основном необходим, когда объект имеет указатели на объекты, выделенные в куче. Если программист не создаёт конструктор копирования, то компилятор создаст неявный конструктор копирования, который копирует указатели как есть, то есть фактическое копирование данных не происходит и два объекта ссылаются на одни и те же данные в куче. Соответственно попытка изменения «копии» повредит оригинал, а вызов деструктора для одного из этих объектов при последующем использовании другого приведёт к обращению в область памяти, уже не принадлежащую программе.
Аргумент должен передаваться именно по ссылке, а не по значению. Это вытекает из коллизии: при передаче объекта по значению (в частности, для вызова конструктора) требуется скопировать объект. Но для того, чтобы скопировать объект, необходимо вызвать конструктор копирования.

### Конструктор преобразования
Конструктор, принимающий один аргумент. Задаёт преобразование типа своего аргумента в тип конструктора. Такое преобразование типа неявно применяется только если оно уникально.
Определенное пользователем преобразование типа может иметь одну из двух форм:
- из классового типа C в любой тип T, для чего у С должен быть C::operator T()
- из любого типа T в классовый тип C, для чего у C должен быть C::C(T) (или же C::C(T&), или же C::C(T&&))
Если в каком-то выражении допустимы оба этих случая, возникает неоднозначность и ошибка компиляции.
Если конструктор (или operator T()) помечен ключевым словом explicit, то такое преобразование типа применяется только при наличии явной операции приведения типа вида (T)C или же static_cast<T>C. Если же слова explicit нет, то компилятор может вставить такое преобразование даже неявно, например, при вызове функции f(T arg) в виде f(C).

### Конструктор перемещения
В C++11 появился новый тип неконстантных ссылок, носящий название «ссылка на праводопустимое выражение» (англ. rvalue reference) и обозначаемый как T&&, и новый вид конструкторов — конструкторы перемещения (англ. move constructors). Конструктор перемещения принимает на входе значение неконстантной ссылки на объект класса, и используется для передачи владения ресурсами этого объекта. Конструкторы перемещения были придуманы для решения проблемы потери эффективности, связанной с созданием временных объектов.

### Виртуальный конструктор
Конструктор не бывает виртуальным в смысле виртуального метода — для того, чтобы механизм виртуальных методов работал, нужно запустить конструктор, который автоматически настроит таблицу виртуальных методов данного объекта.
«Виртуальными конструкторами» называют похожий, но другой механизм, присутствующий в некоторых языках — например, он есть в Delphi, но нет в C++ и Java. Этот механизм позволяет создать объект любого заранее неизвестного класса при двух условиях:
- этот класс является потомком некоего наперёд заданного класса (в данном примере это класс TVehicle);
- на всём пути наследования от базового класса к создаваемому цепочка переопределения не обрывалась. При переопределении виртуального метода синтаксис Delphi требует ключевое слово overload, чтобы старая и новая функции с разными сигнатурами могли сосуществовать, override для переопределения функции либо reintroduce для задания новой функции с тем же именем — последнее недопустимо.

```
type

  
TVehicle
 
=
 
class

      
constructor
 
Create
;
  
virtual
;

    
end
;

  
TAutomobile
 
=
 
class
 
(
TVehicle
)

      
constructor
 
Create
;
  
override
;

    
end
;

  
TMotorcycle
 
=
 
class
 
(
TVehicle
)

      
constructor
 
Create
;
  
override
;

    
end
;

  
TMoped
 
=
 
class
 
(
TMotorcycle
)
  
// обрываем цепочку переопределения - заводим новый Create

      
constructor
 
Create
(
x
 
:
 
integer
)
;
  
reintroduce
;

    
end
;

```

В языке вводится так называемый классовый тип (метакласс). Этот тип в качестве значения может принимать название любого класса, производного от TVehicle.
```
type

  
CVehicle
 
=
 
class
 
of
 
TVehicle
;

```

Такой механизм позволяет создавать объекты любого заранее неизвестного класса, производного от TVehicle.
```
var

  
cv
 
:
 
CVehicle
;

  
v
 
:
 
TVehicle
;

cv
 
:=
 
TAutomobile
;

v
 
:=
 
cv
.
Create
;

```

Заметьте, что код
```
cv
 
:=
 
TMoped
;

v
 
:=
 
cv
.
Create
;

```

является некорректным — директива reintroduce разорвала цепочку переопределения виртуального метода, и в действительности будет вызван конструктор TMotorcycle.Create (а значит, будет создан мотоцикл, а не мопед!)
См. также Фабрика (шаблон проектирования)

## Синтаксис

### C++
Имя конструктора должно совпадать с именем класса. Допускается использовать несколько конструкторов с одинаковым именем, но различными параметрами.

#### Пример
```
class
 
ClassWithConstructor
 
{

 
public
:

  
/* Инициализация внутреннего объекта с помощью конструктора */

  
ClassWithConstructor
(
float
 
parameter
)
:
 
object
(
parameter
)
 
{}
/* вызов конструктора AnotherClass(float); */

 
private
:

  
AnotherClass
 
object
;

};

```

### Python
В языке Python конструктор состоит из двух методов класса: __new__ и __init__. Метод __new__ создаёт объект, а метод __init__ инициализирует объект.

#### Пример
```
class
 
ClassWithConstructor
:

    
def
 
__new__
(
cls
):

        
"""This method is the first part of the constructor."""

        
return
 
super
()
.
__new__
(
cls
)

    
def
 
__init__
(
self
):

        
"""This method is the second part of the constructor."""

        
pass

```

### Ruby
В языке Ruby, чтобы задать объекту первоначальное непротиворечивое состояние, используется специальный метод initialize.

#### Пример
```
class
 
ClassWithConstructor

    
def
 
initialize

        
print
 
'This method is constructor.'

    
end

end

```

### Delphi
В Delphi, в отличие от C++, для объявления конструктора служит ключевое слово constructor. Имя конструктора может быть любым, но рекомендуется называть конструктор Create.

#### Пример
```
  
TClassWithConstructor
 
=
 
class

    
public

    
constructor
 
Create
;

  
end
;

```

### Java
Некоторые отличия между конструкторами и другими методами Java:
- конструкторы не имеют типа возвращаемых данных (на самом деле они всегда возвращают this);
- конструкторы не могут напрямую вызываться (необходимо использовать ключевое слово new);
- конструкторы не могут иметь модификаторы synchronized, final, abstract, native и static;

#### Пример
```
public
 
class
 
Example
 
{

  
private
 
int
 
data
;

  
// Конструктор по умолчанию, data инициализируется 1, при создании экземпляра класса Example

  
public
 
Example
()
 
{

    
data
 
=
 
1
;

  
}

  
// Перегрузка конструктора

  
public
 
Example
(
int
 
input
)
 
{

    
data
 
=
 
input
;

  
}

}

```

```
// код, иллюстрирующий создание объекта описанным выше конструктором

Example
 
e
 
=
 
new
 
Example
(
42
);

```

### JavaScript
В JavaScript в качестве конструктора выступает обычная функция, используемая в качестве операнда оператора new. Для обращения к созданному объекту используется ключевое слово this.
Однако в спецификации ECMAScript 6 были добавлена синтаксическая оболочка прототипов, которой присущи такие свойства ООП как наследование, а также небольшой список обязательных методов, например: toString().

#### Пример
```
function
 
Example
(
initValue
)
 
{

    
this
.
myValue
 
=
 
initValue
;

}

Example
.
prototype
.
getMyValue
 
=
 
function
()
 
{

    
return
 
this
.
myValue
;
 

}

//ES6 class

class
 
Example
 
{

    
constructor
()
 
{

        
console
.
log
(
'constructor'
);

    
}

}

```

```
// код, иллюстрирующий создание объекта описанным выше конструктором

var
 
exampleObject
 
=
 
new
 
Example
(
120
);

```

### Visual Basic .NET
Конструкторы в Visual Basic .NET используют обычный метод объявления с именем New.

#### Пример
```
Class
 
Foobar

  
Private
 
strData
 
As
 
String

  

  
' Constructor

  
Public
 
Sub
 
New
(
ByVal
 
someParam
 
As
 
String
)

     
strData
 
=
 
someParam

  
End
 
Sub

End
 
Class

```

```
' некий код

' иллюстрирующий создание объекта описанным выше конструктором

Dim
 
foo
 
As
 
New
 
Foobar
(
".NET"
)

```

### C#

#### Пример
```
class
 
MyClass

{

  
private
 
int
 
_number
;

  
private
 
string
 
_string
;

  
public
 
MyClass
(
int
 
num
,
 
string
 
str
)

  
{

    
_number
 
=
 
num
;

    
_string
 
=
 
str
;

  
}

}

```

```
// Код, иллюстрирующий создание объекта описанным выше конструктором

MyClass
 
example
 
=
 
new
 
MyClass
(
42
,
 
"string"
);

```

### Эйфель
В Эйфеле подпрограммы, которые инициализируют объекты, называются процедурами создания. Процедуры создания в чём-то подобны конструкторам и в чём-то отличаются. Они имеют следующие характеристики:
- Процедуры создания не имеют никакого явного типа результата возврата (по определению процедуры[Примечание 1]).
- процедуры создания поименованы (имена ограничены допустимыми идентификаторами);
- процедуры создания задаются по именам в тексте класса;
- процедуры создания могут быть вызваны напрямую (как обычные процедуры) для повторной инициализации объектов;
- каждый эффективный (то есть конкретный, не абстрактный) класс должен (явно или неявно) указать по крайней мере одну процедуру создания;
- процедуры создания отвечают за приведение только что проинициализированного объекта в состояние, которое удовлетворяет инварианту класса[Примечание 2].

Хотя создание объекта является предметом некоторых тонкостей , создание атрибута с типовым объявлением x: T, выраженном в виде инструкции создания create x.make состоит из следующей последовательности шагов:
- создать новый непосредственный экземпляр типа T[Примечание 4];
- выполнить процедуру создания make для вновь созданного экземпляра;
- прикрепить вновь созданный объект к сущности x.

#### Пример
В первом отрывке ниже определяется класс POINT. Процедура make кодируется после ключевого слова feature.
Ключевое слово create вводит список процедур, которые могут быть использованы для инициализации экземпляров класса. В данном случае список содержит default_create, процедуру с пустой реализацией, унаследованной из класса ANY, и процедуру make с реализацией в самом классе POINT.
```
class

    
POINT

create

    
default_create
,
 
make

feature

    
make
 
(
a_x_value
:
 
REAL
;
 
a_y_value
:
 
REAL
)

        
do

            
x
 
:=
 
a_x_value

            
y
 
:=
 
a_y_value

        
end

    
x
:
 
REAL

            
-- Координата X

    
y
:
 
REAL

            
-- Координата Y

        
...

```

Во втором отрывке класс, являющийся клиентом класса POINT, имеет объявления my_point_1 и my_point_2 типа POINT.
В коде подпрограммы my_point_1 создаётся с координатами (0.0; 0.0). Поскольку в инструкции создания не указана процедура создания, используется процедура default_create, унаследованная из класса ANY. Эта же строка могла бы быть переписана как create my_point_1.default_create.
Только процедуры, указанные как процедуры создания могут использоваться в инструкциях создания (то есть в инструкциях с ключевым словом create).
Следующей идёт инструкция создания для my_point_2, задающая начальные значения для координат my_point_2.
Третья инструкция осуществляет обычный вызов процедуры make для ре-инициализации экземпляра, прикреплянного к my_point_2, другими значениями.
```
    
my_point_1
:
 
POINT

    
my_point_2
:
 
POINT

        
...

            
create
 
my_point_1

            
create
 
my_point_2
.
make
 
(
3.0
,
 
4.0
)

            
my_point_2
.
make
 
(
5.0
,
 
8.0
)

        
...

```

### ColdFusion

#### Пример
Необходимо отметить, что в ColdFusion не существует метода-конструктора. Широкое распространение среди сообщества программистов на ColdFusion получил способ вызова метода 'init', выступающего в качестве псевдоконструктора.
```
<cfcomponent
 
displayname
=
"Cheese"
>

   
<!--- свойства --->

   
<cfset
 
variables
.
cheeseName
 
=
 
""
 
/
>

   
<!--- псевдоконструктор --->

   
<cffunction
 
name
=
"init"
 
returntype
=
"Cheese"
>

      
<cfargument
 
name
=
"cheeseName"
 
type
=
"string"
 
required
=
"true"
 
/
>

      
<cfset
 
variables
.
cheeseName
 
=
 
arguments
.
cheeseName
 
/
>

      
<cfreturn
 
this
 
/
>

   
</cffunction>

</cfcomponent>

```

### PHP

#### Пример
В PHP (начиная с версии 5) конструктор — это метод __construct(), который автоматически вызывается ключевым словом new после создания объекта. Обычно используется для выполнения различных автоматических инициализаций, как например, инициализация свойств. Конструкторы также могут принимать аргументы, в этом случае, когда указано выражение new, необходимо передать конструктору формальные параметры в круглых скобках.
```
class
 
Person

{

   
private
 
$name
;

   
function
 
__construct
(
$name
)

   
{

       
$this
->
name
 
=
 
$name
;

   
}

 
   
function
 
getName
()

   
{

       
return
 
$this
->
name
;

   
}

}

```

Тем не менее, конструктор в PHP версии 4 (и ранее) — метод класса с именем этого же класса.
```
class
 
Person

{

   
private
 
$name
;

   
function
 
Person
(
$name
)

   
{

       
$this
->
name
 
=
 
$name
;

   
}

 
   
function
 
getName
()

   
{

       
return
 
$this
->
name
;

   
}

}

```

### Perl

#### Пример
В Perl конструктор должен применить функцию bless к некой переменной (обычно ссылке на хеш):
```
package
 
Example
;

sub
 
new
 
{

  
my
 
$class
 
=
 
shift
;

  
my
 
$self
  
=
 
{};

  
return
 
bless
 
$self
,
 
$class
;

}

1
;

```

Но это минимальный базовый вариант, есть множество более продвинутых способов, начиная от use fields и заканчивая Moose.

## Упрощенные конструкторы (спсевдокодом)
Конструкторы всегда являются частью реализации классов. Класс (в программировании) описывает спецификации основных характеристик набора объектов, являющихся членами класса, а не отдельные характеристики какого-либо объекта из них. Рассмотрим простую аналогию. Возьмем в качестве примера набор (или класс, используя его более общее значение) учеников некоторой школы. Таким образом мы имеем:
```
class Student {
    // описание класса учеников
    // ... прочий код ...
}

```

Тем не менее, класс Student — всего лишь общий шаблон (прототип) наших школьников. Для его использования программист создает каждого школьника в виде объекта или сущности (реализации) класса. Этот объект является тем реальным фрагментом данных в памяти, чьи размер, шаблон, характеристики и (в некоторой мере) поведение определяются описанием класса. Обычный способ создания объектов — вызов конструктора (классы в общем случае могут иметь отдельные конструкторы). Например,
```
class Student {
    Student (String studentName, String Address, int ID) {
        // ... здесь храним вводимые данные и прочие внутрнние поля ...
    }
    // ...
}

```